# Gouyave

Das Fischerdorf Gouyave

Gouyave ist ein Ort auf Grenada. Er liegt an der Westküste der Insel und ist Hauptort des Verwaltungsbezirkes Saint John.
Der erste offizielle Name von Gouyave war Charlotte Town nach der Königin Charlotte, der Name wurde jedoch während der französischen Verwaltung, da es in der Umgebung des Dorfes viele Guaven gibt, in Gouyave (französisch für Guave) geändert. Später sollte unter britischer Verwaltung der Name wieder in Charlotte Town geändert werden, dies blieb jedoch ohne Erfolg. Das Dorf verfügt über eine eigene Feuerwehr, eine Post, diverse Einkaufsmöglichkeiten und einige Banken.
Die Menschen in dieser Stadt leben zum größten Teil vom Fischfang, und so ist Gouyave die offizielle Hauptstadt der Fischerei auf Grenada und trägt den Beinamen „The fishing town that never sleeps“ (deutsch „das Fischerdorf, das niemals schläft“). Bei gutem Wetter fahren mehr als 30 Fischerboote hinaus auf die Karibische See. Der Fischreichtum dieser Region ist groß, unter anderem werden hier Thunfische, Barracudas und Königsfische gefangen. Beachtung fand auch der Fang eines 500 kg schweren Blue Marlin. Der Fang des Tages wird entweder im Fischmarkt in Gouyave, im Fischmarkt in der Hauptstadt St. George’s oder in das Ausland (Hauptabnehmer sind die USA) verkauft. 

## Land und Leute
Aufgrund des Fischreichtums findet jeden Freitag der „Fish Friday“ (deutsch „Fisch-Freitag“) statt. Dazu werden zwei Straßen in der Ortsmitte für den öffentlichen Verkehr gesperrt, um Dutzende von Verkaufsständen aufzubauen.
Jährlich am 29. Juni wird in Gouyave der „Fisherman’s birthday“ gefeiert, die Feierlichkeiten umfassen die ganze Stadt, außerdem findet eine Regatta statt sowie eine öffentliche Segnung der Fischernetze.
Neben dem Fischfang ist Gouyave auch noch bekannt für ein anderes sehr wichtiges Produkt in Grenada, die Muskatnuss. Im größten Gebäude der Stadt, unmittelbar am Strand gelegen, ist Grenadas größte Muskatnussfabrik untergebracht, welche auch besichtigt werden kann (daher auch der Spitzname Grenadas „Isle of Spice“ (dt.: die Gewürzinsel)).

## Sehenswürdigkeiten
- Dougaldston Estate – die älteste Gewürzplantage auf Grenada
- Fish Friyday – findet regelmäßig jeden Freitag statt
- Muskatnussfabrik – das größte Gebäude von Gouyave mitten im Zentrum
- Mabouya Fisherman Museum – befindet sich im Ortszentrum

## Hotels und Unterkünfte
In Gouyave selbst gibt es keine Unterkünfte, doch im nur 15 Autominuten entfernten St. John gibt es Unterkünfte.

## Persönlichkeiten
- Janelle Redhead (* 1989), Sprinterin